# Ganapavaram
Ganapavaram é um dos 46 mandals no distrito de Godavari Ocidental, no estado indiano de Andhra Pradesh. Ganapavaram faz fronteira com o mandal de Nidamarru a ocidente, com o mandal de Pentapadu a norte e com o mandal de Undi a sul. Tadepalligudem, Bhimavaram, Tanuku e Eluru são cidades próximas de Ganapavaram. Está localizado a uma distância de 55 km de Eluru e 22 km de Bhimavaram.

## Demografia
De acordo com o censos de 2011, o mandal tinha uma população de 64,963 habitantes em 18,622 habitações. A população total é constituída por 32,519 homens e 32,444 mulheres, com um rácio de 997 mulheres por cada 1000 homens. 5,894 crianças estavam entre a idade de 0 e 6 anos, das quais 2,957  são rapazes e 2,937 são raparigas. A taxa de alfabetização situa-se nos 68.35%, totalizando cerca de 44,406 pessoas.
O mandal não tem qualquer tipo de área ou população urbana.

## Administração

### Administration
Através do censos de 2011, identifica-se que este mandam tem trinta vilas e vinte e cinco panchayates, dos quais todos são vilas. Velagapalle é a vila mais pequena e Ganapavaram é a maior vila, isto em termos de população.
As vilas do mandal são as seguintes:
1. Agraharagopavaram
2. Ardhavaram
3. Cherukuganuma Agraharam
4. Chinaramachandrapuram
5. Dasulakumudavalli
6. Ganapavaram
7. Jagannadhapuram
8. Jallikakinada
9. Kasipadu
10. Kesavaram
11. Komarru
12. Kommara
13. Kothapalle
14. Moyyeru
15. Muggula
16. Mupparthipadu
17. Pippara
18. Saripalle
19. Seethalamkonde Padu
20. Vakapalle
21. Valluru
22. Varadarajapuram
23. Veereswarapuram
24. Velagapalle
25. Venkatrajapuram

Notes
(†) Mandal headquarter

### Política
Ganapavaram é um mandal sob a direcção da Assembleia Constituinte de Unguturu, que por sua vez representa o Lok Sabha de Eluru, de Andhra Pradesh.

## Educação
O mandal desempenha um importante papel na educação dos estudantes das vilas. A escola primária e secundária é transmitida pelo governo e por escolas privadas, sob o departamento de estado da educação escolar.